# IDJVideos
IDJVideos je jutjub kanal i video produkcija iz Srbije. Osnovali su ga Đorđe Trbović i Andrej Ilić 2011. godine, a danas broji preko 3,5 miliona pretplatnika na Jutjubu i njegovi videi imaju ukupan broj pregleda veći od sedam milijardi. IDJVideos je sarađivao sa brojnim popularnim muzičarima, među kojima su Nikolija, Relja, Coby, MC Stojan, Jelena Karleuša, Emina, Cvija, Teodora, Severina i brojni drugi.

## Istorija
IDJVideos je osnovan 2011. godine od strane Đorđa Trbovića i Andreja Ilića i poslovanje započeo kao video produkcija specijalizovana za izradu muzičkih spotova. Sam naziv kanala je nastao spajanjem dve produkcijske kuće koje su osnivači zasebno vodili do tada - Identity i DjoloVideos.
Prvi video objavljen na kanalu bio je spot za pesmu Pijan i lud Andreja Ilića. Andrej je sam režirao spot, a objavljen je 26. maja 2011. godine. Ubrzo su usledili i video spotovi drugih muzičara, a među prvima koji su svoje pesme objavili na IDJVideos kanalu bili su Cvija, DJ Shone, MC Stojan, i drugi. U tom periodu je IDJVideos započeo saradnju i sa Elitnim odredima, koji su u to vreme bili popularni među publikom i imali veliki broj pregleda na Jutjubu. Pesme su za kratko vreme dostigle veliki broj pregleda, što je uticalo i na samu popularnost i broj pratilaca IDVideos-a.
Među spotovima koje je IDJVideos objavio tokom 2014. godine našao se i onaj za pesmu Uno momento Severine i Ministarki, koji je postigao izuzetnu popularnost i jedan je od najgledanijih videa u regionu sa preko 130 miliona pregleda.
Kanal je već 2016. godine dostigao milion pratilaca i dobio nagradu Golden Play Button od Jutjuba, a iste godine prešao je cifru od milijardu pregleda na svojim videima na kanalu. U tom periodu je IDJVideos krenuo sa snimanjem i emitovanjem muzičkih emisija na njihovom Jutjub nanalu.
Od 2017. godine IDJ posluje u okviru United Media grupe. Područje delatnosti IDJ-ja se vremenom proširivalo i preraslo u multi-kanalnu produkciju, pa su se tako odvojili brendovi za produkciju - IDJTunes -  i digitalnu distribuciju sadržaja - IDJDigital, dok su se muzičke emisije prikazivale na IDJTV televizijskom kanalu.
Juna 2018. godine IDJVideos je objavio spot za pesmu La Miami MC Stojana koji je oborio rekorde u popularnosti i trenutno je najgledaniji video spot na kanalu sa preko 150 miliona pregleda i u samom je vrhu najgledanijih videa u regionu. U tom periodu izašao je niz spotova koji su stekli veliku popularnost, pa se tako na IDJVideos jutjub kanalu nalazi više od 20 videa sa preko 50 miliona pregleda.
Godine 2022. IDJ je pokrenuo takmičarsku emisiju IDJShow koja se emituje na IDJVideos kanalu. Takmičenje je dosad imalo 3 sezone, a u svakoj sezoni je svaki od 12 finalista od IDJ-ja dobio pesmu koja je takođe objavljena na IDJVideos kanalu.

## Spoljašnje veze
- IDJVideos na sajtu
- IDJVideos na sajtu
- IDJVideos na sajtu